# General Enrique Martinez (La Charqueada)
General Enrique Martínez, također poznato i pod nazivom La Charqueada, je selo (pueblo) u departmanu Treinta y Tres na krajnjem istoku Urugvaja. Selo je smješteno uz obale sjevernog toka rijeke Cebollatí, koja čini granicu između departmana Treinta y Tres i departmana Rocha. Ekonomija se uvelike temelji na poljoprivrednoj proizvodnji, posebno riže po kojoj je ovaj kraj poznat, i ribarstvu. Manji dio prihoda ostvaruje se zahvaljujući turizmu i trgovačkoj razmjeni s Brazilom.
Selo je osnovano u travnju 1914. godine, a svoj status pueblo (selo) dobilo je zakonskom odredbom 15. studenog 1963.

## Stanovništvo
Prema popisu stanovnika iz 2011. godine General Enrique Martínez ima 1.430 stanovnika.
| Godina | Stanovništvo |
| ------ | ------------ |
| 1908.  | 4.374        |
| 1963.  | 931          |
| 1975.  | 956          |
| 1985.  | 979          |
| 1996.  | 1.342        |
| 2004.  | 1.513        |
| 2011.  | 1.430        |

- Izvor: Državni statistički zavod Urugvaja.[3]

## Vanjske poveznice
- (šp.) Departman Treinta y Tres - službene stranice
- (šp.) Nuestra Terra, Colección Los Departamentos, Vol.4 "Treinta y Tres"  Arhivirana inačica izvorne stranice od 22. ožujka 2016. (Wayback Machine)